# A vitéz szabólegény (film, 2008)
A vitéz szabólegény (eredeti cím: Das tapfere Schneiderlein) 2008-ban bemutatott egész estés német televíziós film. A forgatókönyvet Dieter Bongartz és Leonie Bongartz írta, a filmet Christian Theede rendezte, a zenéjét Peter W. Schmitt szerezte, a producere Thorsten Flassnöcker volt, a főszerepben Kostja Ullmann látható.
Németországban 2008. december 26-án mutatták be. Magyarországon a Duna TV-n és az M2-n vetítették le.

## Szereplők
| Szereplő | Színész         | Magyar hang   |
| -------- | --------------- | ------------- |
| David    | Kostja Ullmann  | Szabó Máté    |
| Paula    | Karoline Schuch | Kokas Piroska |
| Ernst    | Axel Milberg    | Beratin Gábor |
| Klaus    | Dirk Martens    | Maday Gábor   |
| Hanne    | Hannelore Hoger | ?             |